# Léon-Ignace Mangin
Léon-Ignace Mangin (Verny, 30 luglio 1857 – Zhujiahe, 20 luglio 1900) è stato un presbitero gesuita francese, missionario in Cina, ucciso dai ribelli durante la rivolta dei Boxer; beatificato nel 1955, è stato proclamato santo da papa Giovanni Paolo II nel 2000.
Il suo elogio si legge nel Martirologio romano al 20 luglio.